# Martin Vráblík
Martin Vráblík (* 4. Juli 1982 in Vsetín) ist ein ehemaliger tschechischer Skirennläufer.

## Biografie
Vráblík fuhr sein erstes FIS-Rennen im November 1997. In den Jahren 1999, 2001 und 2002 nahm er an den Juniorenweltmeisterschaften teil und erreichte dabei als bestes Resultat den 22. Platz im Slalom 2001. Seine ersten beiden Starts im Europacup hatte der Tscheche im Dezember 2001, weitere Einsätze folgten aber erst zwei Jahre später. Bisher konnte sich Vráblík in Europacuprennen nur selten unter den besten 20 platzieren. Sein bestes Resultat ist der 16. Platz im Riesenslalom auf der Reiteralm am 2. Dezember 2008.
Im Weltcup war Vráblík erstmals am 18. Januar 2004 im Slalom von Wengen am Start. Im selben Monat folgten noch zwei weitere Weltcupeinsätze, die nächsten beiden erst im Januar 2006. Seit der Saison 2006/07 ist Vráblík häufiger im Weltcup am Start – vorrangig im Slalom und seltener auch in allen anderen Disziplinen mit Ausnahme der Abfahrt. Am 9. März 2007 fuhr er mit Rang 30 in der Super-Kombination von Kvitfjell erstmals in die Punkteränge. Seine besten Platzierungen sind drei 23. Plätze in den Super-Kombinationen von Val-d’Isère am 12. Dezember 2008, Krasnaja Poljana am 12. Februar 2012 und Wengen am 17. Januar 2014. Punktegewinne im Weltcup waren aber weiterhin die Ausnahme. In Slaloms oder Riesenslaloms konnte er sich noch nie für den zweiten Durchgang qualifizieren.
Seit 2003 nimmt Vráblík an Weltmeisterschaften teil, erreichte aber bei insgesamt elf Starts nur dreimal das Ziel: 2003 belegte er Platz 40 in der Abfahrt, 2005 Rang 26 im Slalom und 2011 Platz 17 in der Super-Kombination. Bei den Olympischen Spielen 2006 erzielte er in der Kombination den zwölften Platz, im Slalom Rang 21 und im Super-G Platz 38. Bei den Olympischen Winterspielen 2010 nahm er wie schon vier Jahre zuvor wieder an allen Wettbewerben außer der Abfahrt teil, kam diesmal aber nur als 31. in der Super-Kombination ins Ziel.

## Erfolge

### Olympische Winterspiele
- Turin 2006: 12. Kombination, 21. Slalom, 38. Super-G
- Vancouver 2010: 31. Super-Kombination
- Sotschi 2014: 16. Super-Kombination, 31. Riesenslalom, 33. Super-G, 35. Abfahrt

### Weltmeisterschaften
- St. Moritz 2003: 40. Abfahrt
- Bormio 2005: 26. Slalom
- Garmisch-Partenkirchen 2011: 17. Super-Kombination
- Schladming 2013: 36. Abfahrt
- Vail/Beaver Creek 2015: 42. Super-G

### Weltcup
- 6 Platzierungen unter den besten 30

### Weltcupwertungen
| Saison  | Gesamt | Gesamt | Kombination | Kombination |
| Saison  | Platz  | Punkte | Platz       | Punkte      |
| ------- | ------ | ------ | ----------- | ----------- |
| 2006/07 | 150.   | 1      | 51.         | 1           |
| 2008/09 | 137.   | 8      | 41.         | 8           |
| 2010/11 | 164.   | 2      | 54.         | 2           |
| 2011/12 | 126.   | 8      | 36.         | 8           |
| 2013/14 | 129.   | 8      | 32.         | 8           |
| 2014/15 | 140.   | 7      | 34.         | 7           |

### Europacup
- 3 Platzierungen unter den besten 20

### Juniorenweltmeisterschaften
- Pra Loup 1999: 32. Slalom, 59. Riesenslalom, 61. Super-G
- Verbier 2001: 22. Slalom, 45. Abfahrt, 57. Riesenslalom
- Tarvisio 2002: 39. Abfahrt

### Weitere Erfolge
- Fünffacher Tschechischer Meister (Slalom 2005, Riesenslalom 2008, Super-G 2008 und 2012, Super-Kombination 2008)
- Sieg im Slalom bei der Universiade 2005
- 25 Siege in FIS-Rennen (17× Slalom, 8× Riesenslalom)